# Bushmaster ACR
Magpul Masada/Bushmaster ACR — комплекс стрілецької зброї американської розробки.

## Історія
Дана розробка спочатку повинна була полягати в модернізації зовнішнього вигляду автоматів сімейства M16, однак інженери Magpul Industries пішли далі і перейняли також деякі конструктивні елементи інших новітніх розробок, наприклад, FN SCAR і XM8. Вся система була розроблена всього за 4 місяці і отримала назву Magpul Masada ACWS (англ. Adaptive Combat W eapon System — адаптивна система бойової зброї). Подібно бельгійської системі FN SCAR комплекс Magpul Masada володіє модульність: шляхом швидкої заміни деяких компонентів можна змінити клас зброї, тобто використовується набій і довжину ствола.
На початку 2008 року компанія Bushmaster Firearms придбала дану систему, модернізувала її і направила в серію під назвою Bushmaster ACR (англ. Adaptive CombatRifle — адаптивна бойова гвинтівка).

## Опис
Основні модулі системи:
1. Верхня і нижня частини ствольної коробки (англ. upper and lower receiver),
2. Затворна рама з затвором,
3. Блок УСМ з запобіжником,
4. Ствол з газовідвідним механізмом,
5. Приклад,
6. Цівка,
7. Ствольна накладка.

Ствольна коробка автомата складається з двох частин, так званих ресіверів (англ. receiver). Верхній ресівер виконаний штампованим з алюмінію, а нижній виготовлений з високоміцного пластика цілком із пістолетною рукояткою і приймачем магазинів. Цівку, що випускається у двох варіантах також виконано з пластмаси. Блок УСМ, об'єднаний з запобіжником, практично аналогічний такому в M16. Бойова зброя оснащена УСМ, що дозволяє вести стрільбу одиночними і безперервними чергами, а цивільне — УСМ, що дозволяє тільки стрільбу одиночними. Дані блоки взаємозамінні.
Запобіжник-перемикач режимів стрільби, кнопка затворної затримки і засувка магазина є на обох сторонах зброї. Рукоятка заряджання при необхідності може бути легко перенесена з лівого боку на праву. Затвор і газовідвідна система трьохпозиційним газовим регулятором схожі з такими в AR-180. Магазини PMAG, що відповідають стандарту STANAG, виконані з ударостійкої пластмаси і забезпечені віконцем для контролю за витратою боєприпасів.
Основна відмінність ACR від Masada — нове розташування рукоятки заряджання (над стволом).

## Варіанти
Варіанти системи Magpul Masada:
- Carbine — варіант зі стволом довжиною 368 мм;
- CQB (англ. Close QuartersBattle — ближній бій) — варіант зі стволом 267 мм і укороченим цівкою з додатковими напрямними;
- SPR (англ. Special PurposeRifle — гвинтівка спеціального призначення) — варіант зі стволом довжиною 457 мм і снайперським прикладом PRS, що регулюється по довжині і висоті;
- AK — варіант під патрон 7,62×39 мм;
- Magpul Massoud — гвинтівка під патрон 7,62×51 мм НАТО, представлена в 2008 році.

Варіанти системи Bushmaster ACR:
- Standart — основний варіант зі стволом довжиною 406 мм;
- Carbine — варіант зі стволом довжиною 368 мм;
- CQB — карабін зі стволом довжиною 318 мм;
- SPR — снайперський варіант зі стволом 457 мм.